# Ułtowo
Ułtowo (prononciation : [uu̯ˈtɔvɔ]) est un village polonais de la gmina de Bielsk dans le powiat de Płock de la voïvodie de Mazovie dans le centre-est de la Pologne.
Il se situe à environ 4 kilomètres à l'est de Bielsk (siège de la gmina), 17 kilomètres au nord-est de Płock (siège du powiat) et à 93 kilomètres au nord-ouest de Varsovie (capitale de la Pologne).

## Histoire
De 1975 à 1998, le village appartenait administrativement à la voïvodie de Płock.